# Madonna del Sasso
Madonna del Sasso es una localidad y comune italiana de la provincia de Verbano-Cusio-Ossola, región de Piamonte, con 448 habitantes.

## Evolución demográfica
| Gráfica de evolución demográfica de Madonna del Sasso entre 1861 y 2001 |
|                                                                         |
| Fuente ISTAT - elaboración gráfica de Wikipedia                         |